# Avenida Callao
L'Avenida Callao è un'importante arteria del centro della città di Buenos Aires, capitale dell'Argentina. La via è particolarmente apprezzata per l'atmosfera sfarzosa dei suoi palazzi signorili, la maggior parte dei quali costruiti tra il 1880 e il 1940.

## Storia
La creazione dell'attuale Avenida Callao risale alla fine del XVIII secolo, quando l'area percorsa dalla via era a carattere rurale. La zona faceva parte della fascia di terreni che circondava la città che il fondatore Juan de Garay aveva designato ai pascoli e alle coltivazioni nel 1580. All'epoca la via era poco più che un sentiero di terra battuta pieno di buche e pozzanghere conosciuto come Calle de las Tunas.
Fu quindi con la nomina di Bernardino Rivadavia a ministro del governatore Martín Rodríguez (1821) che questo sentiero acquisì la sua grandezza e il suo nome attuali. Rivadavia voleva infatti creare una circonvallazione intorno all'allora ancor piccolo centro urbano di Buenos Aires, motivo per cui commissionò all'ingegnere Felipe Senillosa lo sviluppo del progetto che prevedeva viali di 30 aste di larghezza contro le appena 11 aste delle anguste vie del centro di Buenos Aires tracciate dal Garay.
La nuova via venne aperta nel 1822 col nome di Callao in onore del principale porto peruviano, località in cui le truppe peruviane avevano riportato una decisiva vittoria sulle truppe spagnole nel corso della guerra d'indipendenza sudamericana.
In ogni caso, la via era più breve di quella attuale, terminando infatti all'altezza di calle Arenales, ed il suo tracciato non era ancora perfettamente consolidato. Víctor Gálvez commentava nel 1888 che a sua vista l'Avenida Callao si presentava come un acquitrino allungato ed un sudicio letamaio. Nel 1864 la Compagnia di Gesù comperò i terreni sui quali dodici anni più tardi sarebbe sorta l'attuale chiesa del Salvatore, laddove infine si stabilì segnando l'inizio del processo di urbanizzazione della via.
Fu quindi grazie a Torcuato de Alvear, sindaco dal 1880 al 1890, che la via prese i suoi connotati attuali.